# Sihla, Brezno
Sihla este o comună slovacă, aflată în districtul Brezno din regiunea Banská Bystrica, pe malul râului Kamenistý potok⁠(d). Localitatea se află la altitudinea de 901 m deasupra n.m., se întinde pe o suprafață de 26,83 km2 și în 2017 număra 184 de locuitori.

## Istoric
Localitatea Sihla este atestată documentar din 1744.

## Demografie
| An:                | 1994 | 2004   | 2014   | 2024   |
| ------------------ | ---- | ------ | ------ | ------ |
| Număr de persoane: | 199  | 210    | 196    | 177    |
| Diferență:         |      | +5,52% | −6,66% | −9,69% |

| An:                | 2023 | 2024   |
| ------------------ | ---- | ------ |
| Număr de persoane: | 179  | 177    |
| Diferență:         |      | −1,11% |